# Kremenec (Bukovské vrchy)
Kremenec (za první republiky česky Kremenaroš, polsky Krzemieniec anebo Kremenaros; ukrajinsky Кременець / Kremenec; slovensky Kremenec; maďarsky Kremenáros) je hora v Karpatech (1221 m n. m.) na Slovensku, Polsku a Ukrajině. Kremenec je nejvyšší hora slovenské části Bukovských vrchů. Samotný Vrchol hory leží na polsko-ukrajinské státní hranici (asi 150 metrů od východně od slovenské hranice), za první československé republiky ležel na hranici československo-polské.
Na Kremenci se potkávají tři národní parky, slovenský Národní park Poloniny, polský Bieszczadský národní park a ukrajinský Užanský národní park.

## Slovensko-polsko-ukrajinské trojmezí
Nedaleko vrcholu hory, ve výšce 1208 m n. m., se nachází slovensko-polsko-ukrajinské trojmezí, kde se nachází i nejvýchodnější bod Slovenska. Ze Slovenska, Polska i Ukrajiny vede na trojmezí značená stezka (červená ze Slovenska, modrá z Polska, červená a následně modrá z ukrajinské obce Stužica).
Slovenská část trojmezí leží v národní přírodní rezervaci Stužica (Národní park Poloniny), která je zapsána na seznamu světového dědictví UNESCO pod názvem Původní bukové lesy Karpat a dalších oblastí Evropy.